# Witbol
Witbol (Holcus) is een geslacht uit de grassenfamilie (Poaceae). De soorten komen voor in Afrika, Zuidwest-Azië en Europa.

## Soorten (selectie)
- Holcus annuus'
- Holcus azoricus
- Holcus gayanus
- Holcus grandiflorus
- Holcus lanatus (gestreepte witbol)
- Holcus mollis (gladde witbol)
- Holcus notarisii
- Holcus rigidus
- Holcus setiger